# Philippe Audic
Pour les articles homonymes, voir Audic.
Philippe Audic (né le 4 décembre 1949 à Pluvigner[réf. nécessaire]) est une personnalité française du monde économique.

## Biographie
Ingénieur Arts et Métiers, Philippe Audic a été Président jusqu'en 2021 du Conseil de développement de Nantes Métropole. Il a succédé dans cette fonction en 2009 à Jean-Joseph Régent.
Spécialiste du développement économique local et du marketing territorial international (il a dirigé pendant 10 ans l'agence de développement économique de Nantes), il est aussi un acteur fortement engagé dans le débat public citoyen aux côtés de Jean-Marc Ayrault (ancien Député-Maire de Nantes devenu Premier Ministre). Sur le plan culturel, il a présidé jusqu'en 2015 le festival de Jazz et de plaisance Les Rendez-vous de l'Erdre qui accueille chaque année plus de 150 000 personnes. Il préside aujourd'hui l'association Mémoires et débats qui édite la Revue place publique.

## Fonctions exercées
Il a exercé les fonctions suivantes sur le plan local, régional et national :
- président du Conseil de développement de Nantes Métropole de 2009 à 2021[1] ;
- président du CCO-Nantes[2] ;
- membre du Conseil d'Administration de la Coordination nationale des Conseils de développement[3] ;
- président du Conseil de l'attractivité internationale de Nantes Métropole.
- président du festival Les Rendez-vous de l'Erdre

Il est aujourd'hui :
- président de l'association Mémoires et Débats qui édite la revue Place Publique[4] ;